# Anna Russell
Anna Russell (* 27. Dezember 1911 in London (England, nach einigen Quellen London (Ontario)); † 18. Oktober 2006 in Batemans Bay, Australien; vollständiger Name Anna Claudia Russell-Brown) war eine englische Sängerin und Komödiantin/Parodistin.

## Leben und Wirken
Die durch ihre Opernparodien berühmt gewordene Anna Russell begann ihre Karriere als ernsthafte Musikerin: Nach einem vierjährigen Studium am Royal College of Music in London (Klavier, Gesang, Cello, Komposition) trat sie als Sängerin mit kleineren Opernkompanien und im Radio auf, zunächst in Großbritannien. Nach dem Tod ihres Vaters zog die Familie 1939 nach Kanada um, wo Russell Anfang der 40er Jahre begann aus der Einsicht heraus, dass für eine ernsthafte Karriere ihre Stimme nicht ausreichte, mit Parodien aufzutreten. 1942 hatte sie ihren ersten eigenen abendfüllenden Auftritt in Toronto, der Durchbruch war ein Auftritt bei einem Weihnachtskonzert 1944.
1947 trat sie zum ersten Mal in den Vereinigten Staaten auf, 1948 dann schon in New York in der Carnegie Hall mit ihrem ersten Soloprogramm, mit dem sie durch die ganze englischsprachige Welt reiste. Ihr erstes Solo-Album, Anna Russell Sings? erschien 1952 und hielt sich 48 Wochen in der Top-Ten-Liste der bestverkauften Schallplatten.
Über die nächsten zwanzig Jahre tourte Russell mit verschiedenen Programmen durch die ganze Welt, trat auch im Fernsehen und im Radio auf und veröffentlichte einige ihrer Programme in Buchform sowie diverse Platten.
Ihr Markenzeichen waren dabei besonders extravagante Hüte und Kleider, eleganter, sehr britischer Humor mit viel Selbstironie („Meine Stimme wurde immer wieder mit zerbrechendem Glas oder mit dem Klang einer zerborstenen Glocke verglichen“) und eine intime Kenntnis der und Zuneigung zu den von ihr parodierten Werken und Genres. Daneben spielte sie bei ihren Auftritten mehrere Instrumente (Klavier, Horn, Dudelsack).
Besonders bekannt sind ihre „Einführung“ in Richard Wagners Der Ring des Nibelungen („The scene opens in the river Rhine .... IN it!!!“) und ihre Anleitung zur Komposition einer eigenen Gilbert-und-Sullivan-Operette. Dabei sang sie jeweils sämtliche Rollen.
Daneben trat sie – durchaus ernsthaft – u. a. als Hexe in Engelbert Humperdincks Hänsel und Gretel an der New York City Opera, in San Francisco und in einem Film auf, produzierte und spielte in Theaterstücken.
Ende der 60er Jahre zog sich Russell weitgehend zurück und zog nach Unionville Ontario, wo sie in einer nach ihr benannten Straße wohnte. In den 70ern gab sie dann noch einige „Abschiedsvorstellungen“ (und parodierte dabei Operndiven, die auf diese Weise ihren schon erklärten Abschied herausschoben) und trat in einer Nebenrolle in Donizettis La fille du régiment auf.
1985 veröffentlichte sie ihre Autobiographie mit dem Titel I’m not making this up, you know! (einem Zitat aus ihrer Ring-Parodie). Ihre letzten Jahre verlebte die Sängerin in Australien, wohin sie zusammen mit ihrer Adoptivtochter Deirdre Prussak gezogen war.